# Louis Jouvet
Louis Jouvet (Crozon, 24 december 1887 - Parijs, 16 augustus 1951) was een Frans acteur, toneelregisseur, theaterdirecteur en docent aan het Conservatoire national supérieur d'art dramatique. Voor alles was hij een toneelacteur.

## Leven en toneelwerk

### Beginjaren
Jules Eugène Louis Jouvet verliet Bretagne met zijn moeder na het vroegtijdig overlijden van zijn vader en ze gingen inwonen bij zijn oom apotheker in de Ardennes. Aangespoord door zijn familie studeerde hij farmaceutische wetenschappen. Tijdens zijn studies bracht hij al zijn vrije tijd door in de toneelwereld. Hij legde toen ook drie keer de toegangsproef af voor het Conservatoire d'Art dramatique de Paris maar hij werd telkens geweigerd.

### Ontmoeting met Jacques Copeau
Hij studeerde in 1912 af als apotheker. Het jaar daarop werd hij samen met zijn vriend Charles Dullin aangenomen door Jacques Copeau, de directeur van het pas opgerichte Théâtre du Vieux-Colombier. Het was bij deze belangrijke theaterpersoonlijkheid dat hij alle aspecten van het toneelgebeuren onder de knie kreeg. Als acteur in een vijftigtal producties bleef Jouvet jarenlang nauw samenwerken met Copeau. Onder hem debuteerde hij in 1920 als regisseur. 

### Jaren twintig en dertig
Toen Jouvet in 1922 de samenwerking met Copeau stopzette werd hij benaderd door Jacques Hébertot, de directeur van enkele Parijse theatergezelschappen waaronder de Comédie des Champs-Élysées. Een jaar later oogstte hij als regisseur, acteur en decorateur een eerste triomf met Jules Romains kersverse Knock ou le Triomphe de la médecine, een wrange komedie die hij 500 keer bracht. Eind 1924 werd hij gedurende tien jaar directeur van de Comédie des Champs-Élysées.
In 1927 was Jouvet eveneens medestichter van de 'Cartel des Quatre', samen met Gaston Baty, Charles Dullin en Georges Pitoëff. Deze vereniging streefde een eigen theaterpoëzie en het opvoeren van eigentijdse stukken na.
In 1928 had Jouvet een tweede belangrijke ontmoeting, met toneelschrijver Jean Giraudoux van wie hij een dozijn stukken creëerde. Wanneer hij in 1934 ook directeur werd van het théâtre de l'Athénée gaf hij daar de première van onder meer La guerre de Troie n'aura pas lieu (1935) en   Ondine (1939), telkens met Madeleine Ozeray, zijn nieuwe liefde, in de hoofdrol. In l'Athénée bleef hij grote successen boeken met Molière en de stukken van Giraudoux.

### De Zuid-Amerikaanse tournee tijdens de Tweede Wereldoorlog
Tussen juni 1940 en juni 1941 nam Jouvet de controle van de belangrijke Franse toneelzalen op zich. Met een Duitse vrijgeleide vertrok hij uit Parijs om met zijn gezelschap op tournee te gaan in Zwitserland, Spanje en Portugal. Daarna ging hij in op voorstellen vanuit verscheidene Zuid-Amerikaanse hoofdstedelijke theaters en vertrok hij daar op tournee onder auspiciën van Vichy-Frankrijk. Eigenlijk ging het om een propagandatournee. Weldra kreeg Jouvet te maken met gaullistische tegenstand. In 1943 werden zijn contacten met Vichy-Frankrijk opgeschort. Pas in 1945 keerde Jouvet terug naar Frankrijk.  

### Opnieuw toneeldirecteur van l’Athénée
Louis Jouvet hernam de directie van l'Athénée dat vanaf toen officieel het Théâtre de l'Athénée-Louis-Jouvet werd genoemd. Hij creëerde er onder meer La Folle de Chaillot (1945), een van Giraudoux' beroemdste stukken, en Les Bonnes (1947), Jean Genets eerste en bekendste toneelstuk. Hij regisseerde ook met veel succes een hele reeks toneelstukken van Molière.
Tegelijkertijd wendde hij al zijn invloed aan om de nieuwe boegbeelden van het theater en van de toneeldecentralisatie, waaronder Jean-Louis Barrault, Jean Vilar en André Barsacq, te steunen. In 1951 regisseerde hij zijn laatste stuk, Le Diable et le Bon Dieu van Sartre.

## Jouvet en de film
Hoewel Jouvet het toneel boven de filmwereld verkoos nam hij toch de tijd om ook filmrollen te vertolken. Hij debuteerde pas op 45-jarige leeftijd op het grote scherm. Zijn eerste rollen verraadden zijn theatervorming. Niet toevallig speelde hij zijn eerste (hoofd)rol in de komedie Topaze (1933), de verfilming van Marcel Pagnols gelijknamige toneelstuk over de morele neergang van een onderwijzer. Even later volgde een tweede titelrol: in de komedie Knock (1933) incarneerde hij de doortrapte fanatieke dokter die hij tien jaar eerder op de bühne had gecreëerd onder zijn eigen regie.  
Zijn filmcarrière was gelanceerd. Vanaf dan werkte hij meerdere keren samen met het kruim van de regisseurs die de Franse cinema van de jaren dertig en veertig aanzien gaven: Jacques Feyder, Jean Renoir, Julien Duvivier, Marcel Carné, Henri Decoin, Henri-Georges Clouzot ... Zijn vruchtbaarste periode beleefde hij tussen 1935 en 1940: hij draaide toen niet minder dan twintig films. Verscheidene daarvan zijn klassiekers geworden zoals de historische komedie La Kermesse héroïque (1935, met Françoise Rosay), het drama Les Bas-fonds (1936, met Jean Gabin) 
de komedie Drôle de drame (1937, met Michel Simon) en het drama Hôtel du Nord (1938, met Arletty). 
Na de Tweede Wereldoorlog was Jouvet nog te zien in een tiental films. Vooral zijn samenwerkingen met Clouzot en Decoin vielen op. Vermeldenswaardig zijn zijn twee vertolkingen van een inspecteur. In 1947 gaf hij gestalte aan een wat vreemde, slecht gehumeurde inspecteur van de gerechtelijke politie in de misdaadfilm Quai des Orfèvres en in 1948 heeft hij als inspecteur in de misdaadfilm Entre onze heures et minuit (1948) af te rekenen met twee moordzaken waarbij het tweede slachtoffer als twee druppels water op hem gelijkt. Om Henri Jeanson, zijn vriend en favoriete scenarist, een plezier te doen nam hij de hoofdrol voor zijn rekening in de in de Parijse roaring twenties gesitueerde komedie Lady Paname (1949), diens enige door hem geregisseerde film.
Jouvets theaterachtergrond sijpelde niet alleen door in gunstig onthaalde toneelverfilmingen zoals Topaze en Knock. Ook de in de smaak van de kritiek vallende komedie Volpone (1940) was gebaseerd op een toneelstuk: op het gelijknamig toneelstuk van Ben Jonson. In die verfilming liet Jouvet zich omringen door getalenteerde toneelacteurs zoals Harry Baur, Charles Dullin en Fernand Ledoux. Ook enkele filmrollen getuigden van zijn passie voor het theater. Zo was hij toneelleraar in Entrée des artistes (1938), een ouder wordende acteur die veel succes en vrouwen heeft gekend en nu stilletjes aan zijn greep op de werkelijkheid verliest in La Fin du jour (1939) en een directeur van een rondreizend theatergezelschap in Miquette et sa mère (1949). Even voor zijn overlijden vertolkte hij het personage Knock een tweede keer in Knock, de remake uit 1951. Het was zijn laatste verschijning op het witte doek.
In 1951 overleed Jouvet aan een hartinfarct tijdens een toneelrepetitie in zijn theater. Hij was 63 jaar. Hij ligt begraven op het cimetière de Montmartre.

## Privéleven
In 1912 huwde Jouvet met Else Collin (1886-1967). Ze kregen drie kinderen: Anne-Marie (1914-1998), Jean-Paul (1917-1978) en de actrice Lisa (1924-2004). Tussen 1927 en 1943 had Jouvet een relatie met de Belgische actrice Madeleine Ozeray (1908-1989) met wie hij in het drama La Fin du jour te zien was. Ozeray verliet Jouvet ten tijde van zijn Zuid-Amerikaanse tournee in Chili in 1943. Kort daarna ging Jouvet een nieuwe relatie aan met de actrice Monique Mélinand (1916-2012), een andere (oud-)leerlinge. Mélinand speelde samen met hem in de komedie Lady Paname. Ze bleef bij hem tot aan zijn overlijden. Ondanks die relaties dacht Else Collin er nooit aan van Jouvet te scheiden.

## Filmografie
- 1933 - Topaze (Louis Gasnier)
- 1933 - Knock (Louis Jouvet en Roger Goupillières)
- 1935 - La Kermesse héroïque (Jacques Feyder)
- 1936 - Mister Flow (Robert Siodmak)
- 1936 - Mademoiselle Docteur (Salonique, nid d'espions) (Georg Wilhelm Pabst)
- 1936 - Les Bas-fonds (Jean Renoir)
- 1937 - Un carnet de bal (Julien Duvivier)
- 1937 - Forfaiture (Marcel L'Herbier)
- 1937 - Drôle de drame (Marcel Carné)
- 1937 - Ramuntcho (René Barberis)
- 1938 - La Marseillaise (Jean Renoir)
- 1938 - La Maison du Maltais (Pierre Chenal)
- 1938 - L'Alibi (Pierre Chenal)
- 1938 - Entrée des artistes (Marc Allégret)
- 1938 - Le Drame de Shanghaï (Georg Wilhelm Pabst)
- 1938 - Éducation de prince (Alexandre Esway)
- 1938 - Hôtel du Nord (Marcel Carné)
- 1939 - La Fin du jour (Julien Duvivier)
- 1939 - La Charrette fantôme (Julien Duvivier)
- 1939 - Sérénade (Jean Boyer)
- 1940 - Volpone (Maurice Tourneur)
- 1940 - Untel père et fils (Julien Duvivier)
- 1946 - Un revenant (Christian-Jaque)
- 1947 - Les Amoureux sont seuls au monde (Henri Decoin)
- 1947 - Copie conforme (Jean Dréville)
- 1947 - Quai des Orfèvres (Henri-Georges Clouzot)
- 1948 - Entre onze heures et minuit (Henri Decoin)
- 1948 - Lady Paname (Henri Jeanson)
- 1949 - Miquette et sa mère (Henri-Georges Clouzot)
- 1949 - Retour à la vie (sketchenfilm, episode Le Retour de Jean van Henri-Georges Clouzot)
- 1951 - Knock (Guy Lefranc)
- 1951 - Une histoire d'amour (Guy Lefranc)